# Trappist-1 g
Trappist-1 g, auch als 2MASS J23062928-0502285 g bezeichnet, ist ein vermutlich felsiger Exoplanet, der den Zwergstern Trappist-1 in der habitablen Zone umkreist. Er befindet sich etwa 40 Lichtjahre (12 Parsec) von der Erde entfernt im Sternbild Wassermann.

## Planet im Trappist-1-System
Trappist-1 g ist von seinem Stern aus gezählt der sechste von sieben Planeten in seinem Sonnensystem. Er ist einer der vier Planeten um Trappist-1, die mit dem Spitzer-Weltraumteleskop über die Transitmethode gefunden wurden. Vermutlich umkreisen alle Planeten des Trappist-1-Systems den Zwergstern in einer gebundenen Rotation, das heißt, eine Seite der Planeten ist ununterbrochen vom Stern beschienen (immerwährender Tag, warm) und eine Seite nie (immerwährende Nacht, kalt), dazwischen liegt eine ringförmige Zone mit mittleren Temperaturen.
Trappist-1 g umkreist seinen Stern mit einer Umlaufdauer von etwa 12,35 Tagen.

## Eigenschaften
Trappist-1 g ist ein erdähnlicher Planet. Sein Radius beträgt etwa 1,13 Erdradien und seine Masse etwa 1,32 Erdmassen. Damit hat er eine vergleichbare Dichte wie die Erde, etwa 5,04 g/cm³, und eine Oberflächenbeschleunigung von etwa 104 % des Wertes der Erde. Seine errechnete Gleichgewichtstemperatur beträgt 195 K (−78 °C).

## Habitabilität
Der Exoplanet liegt am äußeren Rand der habitablen Zone, aber auf seiner sonnenzugewandten Seite dürften unter Annahme einer erdähnlichen Atmosphäre lebensfreundliche Temperaturen herrschen. Er hat einen Earth Similarity Index von 0,58.
Über die chemische Zusammensetzung und etwaige Atmosphäre des Planeten ist bislang nichts bekannt.